# Sudden Strike
Sudden Strike è un videogioco tattico in tempo reale sulla seconda guerra mondiale, pubblicato nel 2000 per Windows dalla CDV Software Entertainment. Il giocatore può controllare le truppe di Germania, Unione Sovietica o Alleati nel teatro europeo, affrontando una campagna per ciascuna fazione oppure scenari singoli contro il computer o in multigiocatore. La visuale di gioco è isometrica con nebbia di guerra realistica. Si controlla una varietà di unità di fanteria, artiglieria e veicoli terrestri; l'aviazione può essere presente sotto forma di azioni a disposizione. Non è presente la produzione di risorse, unità e strutture. Edifici e vegetazione esistenti possono essere distrutti.

## Serie
Sudden Strike diede inizio a una longeva serie, composta dai seguenti capitoli principali, oltre a numerose varianti ed espansioni:
- Sudden Strike (2000)
- Sudden Strike II (2002)
- Sudden Strike 3: Arms for Victory (2007)
- Sudden Strike 4 (2017)